# Gron (Yonne)
Gron es una localidad y comuna francesa situada en la región de Borgoña, departamento de Yonne, en el distrito de Sens y cantón de Sens-Ouest.

## Demografía
| 766 | 620 | 631 | 705 | 654 | 669 | 701 | 792 | 746 | 736 | 738 | 717 | 725 | 679 | 652 | 567 | 530 | 519 | 536 | 510 | 477 | 475 | 490 | 511 | 496 | 480 | 565 | 602 | 540 | 660 | 918 | 1 118 | 1 207 |
| Para los censos de 1962 a 1999 la población legal corresponde a la población sin duplicidades (Fuente: INSEE [Consultar]) |     |     |     |     |     |     |     |     |     |     |     |     |     |     |     |     |     |     |     |     |     |     |     |     |     |     |     |     |     |     |       |       |